# Nederlandsche Wielerbond
De Nederlandsche Wielerbond (NWB) was tussen 1898 en 1928 de sportbond voor de wielersport in Nederland en had als motto: 'Doortrappen en recht vooruit kijken'. 

## Geschiedenis
De NWB werd in 1898 opgericht toen de ANWB besloot zich niet meer met de wedstrijdsport te bemoeien. De NWB kende moeilijke eerste jaren. Na vier jaar al leek de bond failliet te gaan, maar wist zich uiteindelijk toch te herstellen. De NWB organiseerde gedurende ruim twintig jaar wedstrijden op de baan en de weg. De bond verleende ook de zogenaamde rijbewijzen, oftewel wedstrijdlicenties, voor de renners. In 1928 ging de bond op in de nieuw opgerichte Koninklijke Nederlandsche Wielren Unie (KNWU).